# Ruth Müller-Landauer
Ruth Müller-Landauer (* 8. Mai 1929 in Plauen; † 21. April 2023) war eine deutsche Tanzlehrerin.

## Leben
1929 in Plauen geboren, schloss sich Müller-Landauer im Alter von zehn Jahren einem Kinderballett an. Nach dem Zweiten Weltkrieg lernte sie Tanzen und studierte Gesang. Nach Engagements als Soubrette in Greiz und Gera kehrte sie mit ihrer Familie nach Plauen zurück, wo sie 1970 eine Tanzgruppe gründete und später verschiedene weitere Tanzgruppen leitete. In verschiedenen Rollen wirkte sie in Theaterstücken, Mundart- und Heimatprogrammen mit. Sie trat außerdem in der Rolle der „Neideiteln“ auf.

## Ehrungen
Die Stadt Plauen zeichnete Müller-Landauer 2001 für ihr ehrenamtliches Wirken mit der Stadtplakette aus und ernannte sie 2019 zur Ehrenbürgerin. Im Jahr 2020 erhielt sie den Sächsischen Verdienstorden.